# Шушу-мушу
„Шушу-мушу“ е български игрален филм (комедия) от 1941 година, на режисьора Борис Грежов. Оператор е Стефан Петров, по сценарий на П. К. Чинков.

## Сюжет
Иванов е назначен за главен инспектор в провинцията. Негов приятел го предупреждава, че градът, в който отива е „най-клюкарският“ в България.
Във влака, Иванов се запознава с Печурков, известен „далавераджия“ от същия град, и разговаря с него. Инспекторът се представя за търговец на кожи и спътникът любезно му предлага своето съдействие при сделките. Пред хората в купето Печуркон се хвали, че познава бъдещия главен инспектор на града. За доказателство той поверително им съобщава последни новини, научени от него. Всички го слушат с интереси изразяват учудването си.
Пред гарата на градчето, Иванов, Печурков и приятелят му Добревсе качват на файтон. Печурков осведомява Добрев на ухо за последните новини. Спират пред хотел „Лондон“. Печурков представя „търговеца“ от София и моли хотелиера бай Йордан да предостави на госта най-хубавата стая.
Печурков влиза в ресторанта на хотела, откъдето „новината“, научена от самия главен инспектор, тръгва из градчето. Мъже и жени, стари и млади си шепнат на ухо и се разделят с думите: „Ама никому!“. Печурков решава да спечели от наивността на Иванов и закупува всички кожи на търговците, като подписва полици, за да ги продаде на новия си познайник. В кожарския магазин му съобщават „новината“, пусната от самия него.
В ресторанта на хотела. Пристигат търговците на кожи. Печурков им представя техния „колега“ Иванов. Един от присъстващите съобщава на всички, че Иванов не е никакъв кожар, а новият градски инспектор. Печурков, загубил парите си в нечестната сделка, се разплаква. Инспекторът го утешава, че ще му каже „най-последната новина“. Навежда се към ухото му, шепне неразбрано и завършва с: „Ама никому!“.
Печурков върви по улицата. Към него се приближава познат, който иска да му каже последната новина. Печурков ядосан го прогонва.

## Състав

### Актьорски състав
| Роля                                    | Изпълнител      |
| --------------------------------------- | --------------- |
| Печурков, далавераджия                  | Пантелей Хранов |
| Иванов, новият главен градски инспектор | Стефан Савов    |
| Добрев                                  | А. Чавдаров     |
|                                         | К. Наумов       |
|                                         | А. Петров       |
|                                         | В. Крайевски    |
|                                         | С. Станчев      |
|                                         | Б. Гарев        |
|                                         | Г. П. Ангелов   |
|                                         | Х. Николов      |
|                                         | Д. Румпалов     |
|                                         | Е. Коцев        |

### Творчески и технически екип
| Режисьор  | Борис Грежов                 |
| Сценарист | П. К. Чинков                 |
| Оператор  | Стефан Петров                |
| Художник  | С. Шаранков                  |
| Тон       | Георги Палапанов Кирил Попов |
| Тонкопие  | Луна филм                    |